# 薛聡
薛聡（せつそう、설총（ソルチョン）、生没年不詳）は、7世紀後半から8世紀前半頃の新羅の儒学者。号は于堂。字は聡智。諡は弘儒侯。

## 人物
新羅時代の高僧として知られる元暁の子。神文王が682年に設置した国学で四書五経を学んだ。当時の新羅きっての大学者で、翰林に任ぜられた。儒教の経典を新羅語（朝鮮語）で読む方法（「吐」）や、新羅語を漢字で表現する方法（「吏読」）を考案したとされる。後世、日本語の万葉仮名や、オコト点に影響を与えている。
後世、新羅時代を代表する儒学者として尊敬を受け、孔子を祀る文廟に合祀された。主著には道徳規範の順守を説いた「諷王書(花王戒）」がある。子に薛仲業がいる。